# Ровена Марку
Ровена Марку (алб. Rovena Marku, 21 травня 1987) — албанська плавчиня.
Учасниця Олімпійських Ігор 2004, 2008 років.